# Iglesia de Todos Santos (Cuenca)
La Iglesia de Todos los Santos es una iglesia católica ubicada en la ciudad de Cuenca, al sur del Ecuador.

## Historia

### Ermita del Ushnu
El lugar en donde hoy se encuentra el templo de Todos Santos, existió una ermita que llevaba el nombre de Ushnu o Usno. A partir de la fundación española de la ciudad, se levantó una capilla dedicada a San Marcos. Cuando empezaron las ocupaciones españolas en Cuenca se celebraron las primeras misas católicas en la ciudad en este mismo templo.

### Llegada de las Oblatas a la capilla
A mediados del siglo XIX, se había creado la parroquia eclesiástica de Todos Santos, y con ello se levantó el cuerpo actual de la iglesia, y por ello también el nuevo nombre "de Todos Los Santos".
En 1895 el obispo de la época, Miguel León, dona la nueva capilla y los terrenos de los alrededores a las religiosas Oblatas para que adecenten el templo y oficien misas, entre otros actos de piedad, para el barrio y construyan su casa conventual.
Desde aquella fecha las oblatas se dedicaron por completo a la redecoración del templo y construcción del convento, dirigidas por la Madre Virginia Urigüen. Se logró construir el complejo de Todos Santos incluyendo el templo, la escuela y el convento y se financió en su mayoría con las herencias que recibieron las hermanas Urigüen e Iñiguez, más las mingas, el trabajo colectivo de quienes vivían en el barrio y las limosnas de los fieles.
El 25 de marzo de 1924 se inauguran las obras con la colocación de la figura del Sagrado Corazón de Jesús en lo más alto de la torre de la fachada. Al templo se lo apreciaba casi tal y como se la aprecia en la actualidad, y se inauguró con una misa oficiada por el Padre Matovelle y la bendición por parte del obispo Daniel Hermida.

## Estructura
El templo en la actualidad, a pesar de los años, continua con sus características principales de su origen. En el interior del templo se puede apreciar una bella pintura mural en columnas, muros y el altar mayor. El cielo raso está elaborado de latón, y fue traído por Matovelle desde Francia. En el altar destacan las imágenes del Corazón de Jesús y Corazón de María, además de San José. Tres puntos a destacar de esta iglesia es la existencia de 2 estatuas de ángeles gigantes de los cuales Julio Matovelle era devoto, un lienzo que muestra a la ciudad de Cuenca y un ángel donado por Gil Ramírez Dávalos, entre otras imágenes y figuras de devoción. Estas dos últimas figuras actualmente permanecen en la reserva del convento.
Se considera a este templo una de las edificaciones más antiguas y hermosas de la ciudad, siendo uno de los símbolos de Cuenca por su amplia visibilidad.